# Genes, Brain and Behavior
Genes, Brain and Behavior — международный рецензируемый научный журнал по нейробиологии, психогенетике и  психиатрии.

## История
Журнал основан в 2002 году нидерландским нейробиологом В. Крусио. В 2012 году Эндрю Холмс (англ. Andrew Holmes) сменил Вима Крусио в должности главного редактора. Первоначально журнал выходил ежеквартально. С 2003 года в связи с увеличением количества поступающих в редакцию материалов начал издаваться один раз в два месяца, а с 2006 года выходит 8 раз в год. Импакт-фактор журнала составляет 3.476, что помещает его на 86 место среди 243 журналов в категории «Нейробиология» и 10-е место среди 47 журналов в категории «Behavioral Sciences».
Авторам статей, принятых к публикации в журнале, редакция предоставляет возможность выбора между открытым и платным доступом к своим работам. По истечении 24 месяцев доступ ко всем опубликованным в журнале материалам становится бесплатным.